# Lejamaní
Lejamaní – gmina (municipio) w środkowym Hondurasie, w departamencie Comayagua. W 2010 roku zamieszkana była przez ok. 5,2 tys. mieszkańców. Siedzibą administracyjną jest miejscowość Lejamaní.

## Położenie
Gmina położona jest w południowej części departamentu. Graniczy z 3 gminami:
- Ajuterique od północy,
- Comayagua od wschodu,
- La Paz od południa i zachodu.

## Miejscowości
Jedyną większą miejscowością w gminie jest siedziba administracyjna Lejamaní. Miasteczko w 2010 roku zamieszkane było przez 4 375 mieszkańców. Na obszarze położonych jest dodatkowo 11 małych osad i przysiółków.

## Demografia
Według danych honduraskiego Narodowego Instytutu Statystycznego na rok 2010 struktura wiekowa i płciowa ludności w gminie przedstawiała się następująco:
| Wiek      | 0–3 | 4–6 | 7–12 | 13–17 | 18–24 | 25–64 | 65+ | razem |
| Lejamaní  | 440 | 365 | 817  | 607   | 634   | 2 143 | 240 | 5 246 |
| Mężczyźni | 229 | 186 | 388  | 320   | 325   | 1 016 | 116 | 2 578 |
| Kobiety   | 211 | 180 | 429  | 287   | 309   | 1 128 | 124 | 2 668 |